# AIDC XC-2

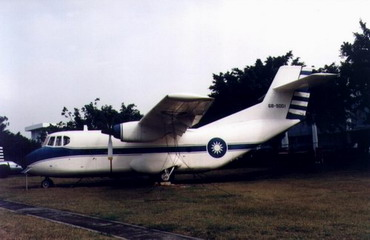

AIDC XC-2는 1970년대 중화민국에서 설계된 프로토타입 민간 수송 항공기였다. 두 개의 터보프롭 엔진으로 구동되는 고익 단엽기였다. 주요 하부 구성품은 상자 모양의 동체 양쪽에 있는 스폰슨으로 운반되어 내부 공간을 최대화했다.
단일 프로토타입이 제작되었지만 생산용으로 선택되지 않았다.

## 사양 (예측)

### 일반적 특성
- 승무원: 3명 (조종사, 부조종사, 비행 엔지니어)
- 용량: 승객 38명 또는 화물 3,855kg(8,500lb)
- 길이: 20.10m(65피트 11인치)
- 날개 폭: 24.90m(81피트 8인치)
- 높이: 7.72m(25피트 4인치)
- 날개 면적: 65.40m2(704.0평방피트)
- 종횡비: 9.5:1
- 에어포일: NACA 653-218
- 공차 중량: 7,031kg(15,501lb)
- 최대 이륙 중량: 12,474kg(27,500lb)
- 연료 용량: 3,028L(666imp gal, 800US gal)
- 동력 장치: 2 × Lycoming T53-L-701A 터보프롭, 각 1,082 kW (1,451 hp)
- 프로펠러: 3블레이드 Hamilton Standard 53C51-17 가변 피치 프로펠러, 직경 3.05m(10ft 0in)

### 성능
- 최대 속도: 해수면 기준 392km/h(244mph, 212kn)
- 순항 속도: 3,050m(10,000피트)에서 333km/h(207mph, 180kn)(경제적 순항)
- 실속 속도: 145km/h(90mph, 78kn)(플랩 다운)
- Never exceed speed: 463km/h(288mph, 250kn)
- 범위: 최대 연료 사용 시 1,661km(1,032mi, 897nmi)
- 서비스 천장: 8,015m(26,296피트)
- 상승 속도: 7.6m/s(1,500ft/min)
- 15m(50피트)까지 이륙 거리: 778m(2,552피트)
- 15m(50피트)에서 착륙 거리: 826m(2,710피트)

## 같이 보기
- 쇼트 360
- 드 하빌랜드 캐나다 DHC-6 트윈오터
- 도르니에 228
- PZL M28 스카이트럭